# فمینیسم در بریتانیا

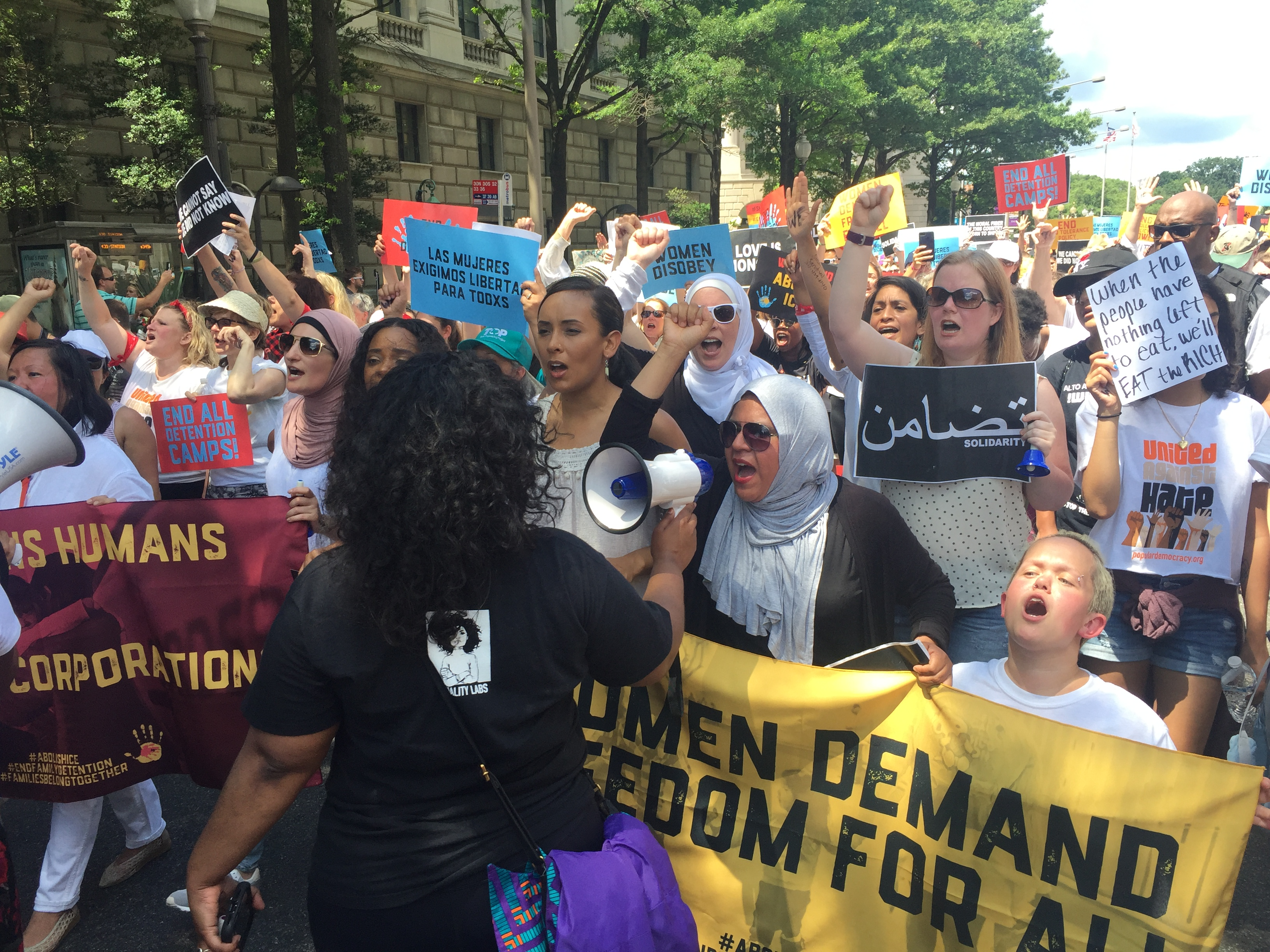
جنبش فمینیسم در بریتانیا

فمینیسم در بریتانیا به دنبال ایجاد برابری سیاسی، اجتماعی و اقتصادی برای زنان است. تاریخچه فمینیسم در بریتانیا به همان آغاز خود فمینیسم برمی گردد، زیرا بسیاری از اولین نویسندگان و فعالان فمینیست مانند مری ولستون‌کرافت، باربارا بودیچون و لیدیا بکربریتانیایی بودند.

## تاریخچه
رابرت اوون، در حالی که خواستار «سازماندهی مجدد اجتماعی» بود، پایه‌های اصلاح‌طلبی جدید را ایجاد می‌کرد. یکی از آن جنبش‌هایی که از چنین روحیه جدیدی بهره برد، جنبش فمینیستی بود. کلیشه بانوی مهربان ویکتوریایی غیرقابل قبول و حتی غیرقابل تحمل شد. اولین جنبش سازمان‌یافته برای حق رای زنان بریتانیا، حلقه لانگهام در دهه ۱۸۵۰ بود که توسط باربارا بودیچون (با نام خانوادگی لی اسمیت) و بسی رینر پارکز رهبری می‌شد. آنها همچنین برای بهبود حقوق زنان در قانون، اشتغال، تحصیل و ازدواج مبارزه کردند.
زنان و بیوه‌های صاحب دارایی اجازه داشتند در برخی از انتخابات محلی رای دهند، اما در سال ۱۸۳۵ این حق پایان یافت. جنبش چارتیست از ۱۸۳۸ تا ۱۸۵۷ یک تقاضای گسترده برای حق رای بود، اما نتیجه آن فقط به مردان بالای ۲۱ سال حق رای داد. در سال ۱۸۵۱، انجمن سیاسی زنان شفیلد تأسیس شد و طوماری ناموفق را برای در خواست حق رای زنان به مجلس اعیان ارائه کرد. این احتمالاً الهام بخش هریت تیلور میل، فمینیست بریتانیایی برای نوشتن کتاب «حق رأی برای زنان» (۱۸۵۱) شد. در ۷ ژوئن ۱۸۶۶ طوماری با امضای ۱۴۹۹ زن که خواستار حق رای زنان بودند به پارلمان ارائه شد، اما آن نیز موفق نشد.

## کار
زنان طبقه متوسط وقتی پیشنهاد ورود به مشاغل مناسبی مانند پرستاری، معلمی، حقوق و پزشکی را مطرح کردند، با چالش‌های بزرگی روبرو شدند و هر چه خواسته‌های آنها بیشتر باشد، چالش بزرگ‌تر می‌شود. پزشکان از پذیرش زنان در حرفه پزشکی جلوگیری کردند. فرصت‌های کمی برای زنان وکیل وجود داشت.
فرصت‌های تجاری متعلق به خانواده‌های اندکی بود تا زمانی که مناصب اداری در قرن بیستم افتتاح شد. فلورانس نایتینگل ضرورت پرستاری و جنگ حرفه ای را نشان داد و یک سیستم آموزشی راه اندازی کرد که زنان را در آن زمینه در نیمه دوم قرن نوزدهم آموزش می‌داد. در اواخر دهه ۱۸۶۰ تعدادی از مدارس، زنان را برای مشاغلی به عنوان فرماندار یا معلم آماده می‌کردند. سرشماری در سال ۱۸۵۱ گزارش داد که ۷۰۰۰۰ زن در انگلستان و ولز معلم بودند، در مقایسه با ۱۷۰۰۰۰ نفر که سه چهارم کل معلمان را در سال ۱۹۰۱ تشکیل می‌دادند. اتحادیه ملی معلمان زن (NUWT) در اوایل قرن بیستم در داخل اتحادیه ملی معلمان (NUT) که توسط مردان کنترل می‌شود، ایجاد شد. این اتحادیه خواستار دستمزد برابر با معلمان مرد شد و در نهایت از اتحادیه مردان مستقل شد. آکسفورد و کمبریج نقش زنان را به حداقل رساندند و به کالج‌های کوچک کاملاً زنانه اجازه فعالیت دادند. با این حال، دانشگاه‌های جدید و دیگر شهرهای بزرگ به روی زنان باز بودند.
پزشکی بزرگ‌ترین چالش برای زنان بود. یکی از مسیرهای ورود به رشته پزشکی، رفتن به ایالات متحده بود. در آنجا مدارس مناسبی برای زنان در اوایل سال ۱۸۵۰ وجود داشت. بریتانیا یکی از آخرین کشورهایی بود که پزشکان زن را آموزش داد. به همین دلیل ۸۰ تا ۹۰ درصد از زنان بریتانیایی برای دریافت مدرک پزشکی به آمریکا مهاجرت می‌کردند. دانشگاه ادینبورگ در سال ۱۸۶۹ چند زن را پذیرفت. اولین مدرسه جداگانه برای پزشکان زن در لندن در سال ۱۸۷۴ برای تعداد انگشت شماری از دانش آموزان افتتاح شد و آموزش مختلط تا جنگ جهانی به طول انجامید.

## حضانت فرزند
قبل از سال ۱۸۳۹، پس از طلاق، زنان ثروتمند حضانت فرزندان خود را از دست دادند و حضانت فرزندان در خانواده با پدر، به عنوان سرپرست خانواده بود. کارولین نورتون یکی از این زنان بود. تراژدی شخصی او که در آن از دسترسی به سه پسرش پس از طلاق محروم شد، او را به یک زندگی مبارزاتی شدید کشاند که با موفقیت به تصویب مصوبه حضانت اطفال ۱۸۳۹ منجر شد و پیش زمینه‌ای را برای ترتیبات حضانت کودکان معرفی کرد.
این قانون برای اولین بار به زنان حقی برای حضانت فرزندانشان داد. این قانون همچنین یک فرض را برای حضانت مادر برای کودکان زیر هفت سال تعیین کرد و مسئولیت حمایت مالی از پدر را حفظ کرد. در سال ۱۸۷۳ به دلیل فشار بیشتر زنان، مجلس بریتانیا فرض حضانت مادر را تا رسیدن فرزند به شانزده سالگی تمدید کرد. این قانون به دلیل امپراتوری بریتانیا در مجموع مستعمرات بریتانیا گسترش یافت.

## طلاق
به‌طور سنتی، افراد فقیر از فروش زن در بازار، به عنوان جایگزینی برای طلاق استفاده می‌کردند. در بریتانیا قبل از سال ۱۸۵۷ زنان تحت کنترل اقتصادی و قانونی شوهران خود بودند و طلاق تقریباً غیرممکن بود. این امر مستلزم یک اقدام خصوصی بسیار پرهزینه پارلمان بود که شاید ۲۰۰ پوند هزینه داشت، از نوعی که فقط ثروتمندترین‌ها می‌توانستند بپردازند. طلاق به دلیل زنا، ترک مسئولیت یا بدرفتاری بسیار شدید بود. اولین پیروزی کلیدی قانونگذاری با قانون علل ازدواج در سال ۱۸۵۷ به دست آمد که از مخالفت شدید کلیسای بسیار سنتی انگلستان گذشت. قانون جدید طلاق را به جای موضوعی مربوط به کلیسا، یک امر مدنی مربوط به دادگاه‌ها قرار داد و یک دادگاه مدنی جدید در لندن به همه پرونده‌ها رسیدگی می‌کرد. این روند هنوز بسیار گران بود و در حدود ۴۰ پوند هزینه داشت ولی برای طبقه متوسط امکان‌پذیر شد. اصلاحات اضافی در سال ۱۸۷۸ اعمال شد. کلیسای انگلستان از اصلاحات بیشتر جلوگیری می‌کرد تا اینکه پیشرفت نهایی با قانون علل ازدواج در سال ۱۹۷۳ حاصل شد.